# 立法院第七屆立法委員名單
立法院第七屆立法委員在民國97年（2008年）元月12日選出，於第七屆立法院中任職，任期自民國97年（2008年）2月1日至民國101年（2012年）元月31日止。第七屆是單一選區兩票制實施下的首屆選舉，立法院席次由第六屆的225席減為113席，分為：區域立法委員73席、原住民立法委員6席、全國不分區立法委員33席、僑居國外國民立法委員1席等。本屆院長為王金平、副院長為曾永權，皆為中國國民黨籍立法委員。

## 全國不分區與僑居國外國民立法委員
| 姓名                    | 政黨                |
| 王金平                  | 中國國民黨          |
| 洪秀柱                  | 中國國民黨          |
| 曾永權                  | 中國國民黨          |
| 潘維剛                  | 中國國民黨          |
| 邱毅                    | 中國國民黨          |
| 鄭金玲                  | 中國國民黨 · 親民黨 |
| 陳                      | 中國國民黨          |
| 李紀珠 （中途離職）     | 中國國民黨          |
| 張顯耀                  | 中國國民黨 · 親民黨 |
| 趙麗雲                  | 中國國民黨          |
| 李嘉進 （中途離職）     | 中國國民黨          |
| 廖婉汝                  | 中國國民黨          |
| 紀國棟                  | 中國國民黨          |
| 羅淑蕾                  | 中國國民黨 · 親民黨 |
| 李明星 （僑居國外國民） | 中國國民黨          |
| 郭素春                  | 中國國民黨          |
| 劉盛良                  | 中國國民黨          |
| 鄭麗文                  | 中國國民黨          |
| 帥化民                  | 中國國民黨          |
| 徐少萍                  | 中國國民黨          |
| 陳淑慧 （遞補）         | 中國國民黨          |
| 許舒博 （遞補）         | 中國國民黨          |
| 陳節如                  | 民主進步黨          |
| 蔡煌瑯                  | 民主進步黨          |
| 涂醒哲                  | 民主進步黨          |
| 邱議瑩                  | 民主進步黨          |
| 柯建銘                  | 民主進步黨          |
| 黃淑英                  | 民主進步黨          |
| 王幸男                  | 民主進步黨          |
| 薛凌                    | 民主進步黨          |
| 高志鵬                  | 民主進步黨          |
| 陳瑩                    | 民主進步黨          |
| 余政道                  | 民主進步黨          |
| 翁金珠                  | 民主進步黨          |
| 蔡同榮                  | 民主進步黨          |
| 田秋堇                  | 民主進步黨          |

## 區域（含原住民）立法委員
| 選舉區                                 | 姓名                | 政黨                  |
| 基隆市選舉區                           | 謝國樑              | 中國國民黨            |
| 臺北市第一選舉區                       | 丁守中              | 中國國民黨            |
| 臺北市第二選舉區                       | 周守訓              | 中國國民黨            |
| 臺北市第三選舉區                       | 蔣孝嚴              | 中國國民黨            |
| 臺北市第四選舉區                       | 蔡正元              | 中國國民黨            |
| 臺北市第五選舉區                       | 林郁方              | 中國國民黨            |
| 臺北市第六選舉區                       | 李慶安 （中途離職） | 中國國民黨→ · 無黨籍  |
| 臺北市第六選舉區                       | 蔣乃辛 （補選遞補） | 中國國民黨            |
| 臺北市第七選舉區                       | 費鴻泰              | 中國國民黨 · 新黨背書 |
| 臺北市第八選舉區                       | 賴士葆              | 中國國民黨 · 新黨背書 |
| 臺北縣第一選舉區→ 新北市第一選舉區     | 吳育昇              | 中國國民黨            |
| 臺北縣第二選舉區→ 新北市第二選舉區     | 林淑芬              | 民主進步黨            |
| 臺北縣第三選舉區→ 新北市第三選舉區     | 余天                | 民主進步黨            |
| 臺北縣第四選舉區→ 新北市第四選舉區     | 李鴻鈞              | 中國國民黨 · 親民黨   |
| 臺北縣第五選舉區→ 新北市第五選舉區     | 黃志雄              | 中國國民黨            |
| 臺北縣第六選舉區→ 新北市第六選舉區     | 林鴻池              | 中國國民黨            |
| 臺北縣第七選舉區→ 新北市第七選舉區     | 吳清池              | 中國國民黨 · 親民黨   |
| 臺北縣第八選舉區→ 新北市第八選舉區     | 張慶忠              | 中國國民黨            |
| 臺北縣第九選舉區→ 新北市第九選舉區     | 林德福              | 中國國民黨            |
| 臺北縣第十選舉區→ 新北市第十選舉區     | 盧嘉辰              | 中國國民黨            |
| 臺北縣第十一選舉區→ 新北市第十一選舉區 | 羅明才              | 中國國民黨            |
| 臺北縣第十二選舉區→ 新北市第十二選舉區 | 李慶華              | 中國國民黨            |

| 選舉區           | 姓名                             | 政黨                    |
| 桃園縣第一選舉區 | 陳根德                           | 中國國民黨              |
| 桃園縣第二選舉區 | 廖正井 （當選無效）              | 中國國民黨              |
| 桃園縣第二選舉區 | 郭榮宗 （補選遞補）              | 民主進步黨              |
| 桃園縣第三選舉區 | 吳志揚 （中途離職）              | 中國國民黨              |
| 桃園縣第三選舉區 | 黃仁杼 （補選遞補）              | 民主進步黨              |
| 桃園縣第四選舉區 | 楊麗環                           | 中國國民黨              |
| 桃園縣第五選舉區 | 朱鳳芝                           | 中國國民黨              |
| 桃園縣第六選舉區 | 孫大千                           | 中國國民黨              |
| 新竹縣選舉區     | 邱鏡淳 （中途離職）              | 中國國民黨              |
| 新竹縣選舉區     | 彭紹瑾 （補選遞補）              | 民主進步黨              |
| 新竹市選舉區     | 呂學樟                           | 中國國民黨              |
| 苗栗縣第一選舉區 | 李乙廷 （當選無效）              | 中國國民黨              |
| 苗栗縣第一選舉區 | 康世儒 （補選遞補） （中途離職） | 無黨籍                  |
| 苗栗縣第二選舉區 | 徐耀昌                           | 中國國民黨 · 親民黨背書 |

| 選舉區                             | 姓名                             | 政黨                |
| 臺中縣第一選舉區→ 臺中市第一選舉區 | 劉銓忠                           | 中國國民黨          |
| 臺中縣第二選舉區→ 臺中市第二選舉區 | 顏清標                           | 無黨團結聯盟        |
| 臺中縣第三選舉區→ 臺中市第七選舉區 | 江連福 （當選無效）              | 中國國民黨          |
| 臺中縣第三選舉區→ 臺中市第七選舉區 | 簡肇棟 （補選遞補） （中途離職） | 民主進步黨          |
| 臺中縣第四選舉區→ 臺中市第八選舉區 | 徐中雄 （中途離職）              | 中國國民黨          |
| 臺中縣第五選舉區→ 臺中市第三選舉區 | 楊瓊瓔                           | 中國國民黨          |
| 臺中市第一選舉區→ 臺中市第四選舉區 | 蔡錦隆                           | 中國國民黨          |
| 臺中市第二選舉區→ 臺中市第五選舉區 | 盧秀燕                           | 中國國民黨          |
| 臺中市第三選舉區→ 臺中市第六選舉區 | 黃義交                           | 中國國民黨 · 親民黨 |
| 彰化縣第一選舉區                   | 陳秀卿 （任內逝世）              | 中國國民黨          |
| 彰化縣第二選舉區                   | 林滄敏                           | 中國國民黨          |
| 彰化縣第三選舉區                   | 鄭汝芬                           | 中國國民黨          |
| 彰化縣第四選舉區                   | 蕭景田                           | 中國國民黨          |
| 南投縣第一選舉區                   | 吳敦義 （中途離職）              | 中國國民黨          |
| 南投縣第一選舉區                   | 馬文君 （補選遞補）              | 中國國民黨          |
| 南投縣第二選舉區                   | 林明溱                           | 中國國民黨          |

| 選舉區                             | 姓名                | 政黨       |
| 雲林縣第一選舉區                   | 張嘉郡              | 中國國民黨 |
| 雲林縣第二選舉區                   | 張碩文 （當選無效） | 中國國民黨 |
| 雲林縣第二選舉區                   | 劉建國 （補選遞補） | 民主進步黨 |
| 嘉義縣第一選舉區                   | 翁重鈞              | 中國國民黨 |
| 嘉義縣第二選舉區                   | 張花冠 （中途離職） | 民主進步黨 |
| 嘉義縣第二選舉區                   | 陳明文 （補選遞補） | 民主進步黨 |
| 嘉義市選舉區                       | 江義雄              | 中國國民黨 |
| 臺南縣第一選舉區→ 臺南市第一選舉區 | 葉宜津              | 民主進步黨 |
| 臺南縣第二選舉區→ 臺南市第二選舉區 | 黃偉哲              | 民主進步黨 |
| 臺南縣第三選舉區→ 臺南市第五選舉區 | 李俊毅              | 民主進步黨 |
| 臺南市第一選舉區→ 臺南市第三選舉區 | 陳亭妃              | 民主進步黨 |
| 臺南市第二選舉區→ 臺南市第四選舉區 | 賴清德 （中途離職） | 民主進步黨 |
| 臺南市第二選舉區→ 臺南市第四選舉區 | 許添財 （補選遞補） | 民主進步黨 |

| 選舉區                             | 姓名                | 政黨                |
| 高雄縣第一選舉區→ 高雄市第一選舉區 | 鍾紹和              | 中國國民黨 · 親民黨 |
| 高雄縣第二選舉區→ 高雄市第二選舉區 | 林益世              | 中國國民黨          |
| 高雄縣第三選舉區→ 高雄市第四選舉區 | 陳啟昱 （中途離職） | 民主進步黨          |
| 高雄縣第三選舉區→ 高雄市第四選舉區 | 林岱樺 （補選遞補） | 民主進步黨          |
| 高雄縣第四選舉區→ 高雄市第八選舉區 | 江玲君              | 中國國民黨          |
| 高雄市第一選舉區→ 高雄市第三選舉區 | 黃昭順              | 中國國民黨          |
| 高雄市第二選舉區→ 高雄市第五選舉區 | 管碧玲              | 民主進步黨          |
| 高雄市第三選舉區→ 高雄市第六選舉區 | 侯彩鳳              | 中國國民黨          |
| 高雄市第四選舉區→ 高雄市第七選舉區 | 李復興              | 中國國民黨          |
| 高雄市第五選舉區→ 高雄市第九選舉區 | 郭玟成              | 民主進步黨          |
| 屏東縣第一選舉區                   | 蘇震清              | 民主進步黨          |
| 屏東縣第二選舉區                   | 王進士              | 中國國民黨          |
| 屏東縣第三選舉區                   | 潘孟安              | 民主進步黨          |

| 選舉區       | 姓名                | 政黨                |
| 宜蘭縣選舉區 | 林建榮              | 中國國民黨          |
| 花蓮縣選舉區 | 傅崐萁 （中途離職） | 中國國民黨 · 親民黨 |
| 花蓮縣選舉區 | 王廷升 （補選遞補） | 中國國民黨          |
| 臺東縣選舉區 | 黃健庭 （中途離職） | 中國國民黨          |
| 臺東縣選舉區 | 賴坤成 （補選遞補） | 民主進步黨          |
| 澎湖縣選舉區 | 林炳坤              | 無黨團結聯盟        |
| 金門縣選舉區 | 陳福海              | 無黨籍→ · 親民黨    |
| 連江縣選舉區 | 曹爾忠              | 中國國民黨          |

| 選舉區           | 姓名                | 政黨         |
| 平地原住民選舉區 | 廖國棟              | 中國國民黨   |
| 平地原住民選舉區 | 楊仁福              | 中國國民黨   |
| 平地原住民選舉區 | 林正二 （當選無效） | 親民黨       |
| 山地原住民選舉區 | 簡東明              | 中國國民黨   |
| 山地原住民選舉區 | 孔文吉              | 中國國民黨   |
| 山地原住民選舉區 | 高金素梅            | 無黨團結聯盟 |

### 選舉區名稱調整
因應2010年12月25日生效之行政區域調整，新成立之新北市、臺中市、臺南市及高雄市境內選舉區名稱有所更動，但範圍均不變：
| 舊有名稱           | 調整名稱           |
| 高雄市第一選舉區   | 高雄市第三選舉區   |
| 高雄市第二選舉區   | 高雄市第五選舉區   |
| 高雄市第三選舉區   | 高雄市第六選舉區   |
| 高雄市第四選舉區   | 高雄市第七選舉區   |
| 高雄市第五選舉區   | 高雄市第九選舉區   |
| 臺北縣第一選舉區   | 新北市第一選舉區   |
| 臺北縣第二選舉區   | 新北市第二選舉區   |
| 臺北縣第三選舉區   | 新北市第三選舉區   |
| 臺北縣第四選舉區   | 新北市第四選舉區   |
| 臺北縣第五選舉區   | 新北市第五選舉區   |
| 臺北縣第六選舉區   | 新北市第六選舉區   |
| 臺北縣第七選舉區   | 新北市第七選舉區   |
| 臺北縣第八選舉區   | 新北市第八選舉區   |
| 臺北縣第九選舉區   | 新北市第九選舉區   |
| 臺北縣第十選舉區   | 新北市第十選舉區   |
| 臺北縣第十一選舉區 | 新北市第十一選舉區 |
| 臺北縣第十二選舉區 | 新北市第十二選舉區 |
| 臺中縣第一選舉區   | 臺中市第一選舉區   |
| 臺中縣第二選舉區   | 臺中市第二選舉區   |
| 臺中縣第三選舉區   | 臺中市第七選舉區   |
| 臺中縣第四選舉區   | 臺中市第八選舉區   |
| 臺中縣第五選舉區   | 臺中市第三選舉區   |
| 臺中市第一選舉區   | 臺中市第四選舉區   |
| 臺中市第二選舉區   | 臺中市第五選舉區   |
| 臺中市第三選舉區   | 臺中市第六選舉區   |
| 臺南縣第一選舉區   | 臺南市第一選舉區   |
| 臺南縣第二選舉區   | 臺南市第二選舉區   |
| 臺南縣第三選舉區   | 臺南市第五選舉區   |
| 臺南市第一選舉區   | 臺南市第三選舉區   |
| 臺南市第二選舉區   | 臺南市第四選舉區   |
| 高雄縣第一選舉區   | 高雄市第一選舉區   |
| 高雄縣第二選舉區   | 高雄市第二選舉區   |
| 高雄縣第三選舉區   | 高雄市第四選舉區   |
| 高雄縣第四選舉區   | 高雄市第八選舉區   |

## 當選無效遭解職
1. 苗栗縣第一選舉區李乙廷（ 中國國民黨）因賄選遭苗栗地方法院判決當選無效，李不服遂提起上訴，台中高分院於2008年12月10日駁回上訴，全案當選無效定讞（依選舉罷免法規定，選舉訴訟以二審終結），其選舉區依法於2009年3月14日辦理補選。補選結果由時任竹南鎮鎮長之康世儒（無黨籍）當選。[2][3]
2. 雲林縣第二選舉區張碩文（ 中國國民黨）因賄選遭雲林地方法院判決當選無效，張不服遂提起上訴，台南高分院於2009年6月30日駁回上訴，全案當選無效定讞，其選舉區依法於2009年9月26日辦理補選。[4]補選結果由時任雲林縣議員之劉建國（ 民主進步黨）當選。[5][6]
3. 臺中縣第三選舉區江連福（ 中國國民黨）因賄選遭臺中地方法院判決當選無效，江不服遂提起上訴，台中高分院於2009年10月9日宣布維持原判決，全案當選無效定讞，其選舉區於2010年1月9日依法補選。補選結果由簡肇棟（ 民主進步黨）當選。[7]
4. 桃園縣第二選舉區廖正井（ 中國國民黨）因賄選遭桃園地方法院一審判決其當選無效，廖不服遂提起上訴，台灣高等法院於2009年10月27日駁回上訴，全案當選無效定讞，其選舉區於2010年1月9日依法補選。補選結果由郭榮宗（ 民主進步黨）當選。[8]
5. 平地原住民選舉區林正二（ 親民黨）因賄選遭桃園地方法院一審判決當選無效，林不服遂提起上訴，台灣高等法院於2010年7月27日駁回上訴，全案當選無效定讞。[9]惟因平地原住民為複數選舉區，需有半數或半數以上缺額始進行補選，故本席次將維持缺額。

## 任期內離職
1. 全國不分區李紀珠（ 中國國民黨）因轉任金融監督管理委員會副主委，於2008年7月1日離職，其席次由同黨之陳淑慧[10]依法放棄美國國籍後遞補。
2. 臺北市第六選舉區李慶安（ 中國國民黨）因涉雙重國籍（檢調認為其擁有美國國籍）一案，於2009年1月8日離職，其選舉區依法於2009年3月28日辦理補選。補選結果由時任臺北市議員之蔣乃辛（ 中國國民黨）當選。
3. 南投縣第一選舉區吳敦義（ 中國國民黨）因轉任行政院院長，於2009年9月8日離職，其選舉區於12月5日依法補選，與該年之三合一選舉合併辦理。補選結果由時任埔里鎮鎮長之馬文君（ 中國國民黨）當選。
4. 全國不分區李嘉進（ 中國國民黨）因轉任國家安全會議諮詢委員，於2009年10月12日離職，其席次由同黨之許舒博依法遞補。
5. 臺東縣選舉區黃健庭（ 中國國民黨）因參選2009年臺東縣縣長選舉，於2009年10月15日離職，其選舉區於2010年1月9日依法補選。補選結果由曾任行政院東部聯合服務中心執行長的賴坤成（ 民主進步黨）當選。
6. 嘉義縣第二選舉區張花冠（ 民主進步黨）因參選2009年嘉義縣縣長選舉，於2009年12月2日離職，其選舉區於2010年2月27日補選。選舉結果由曾任嘉義縣縣長的陳明文（ 民主進步黨）當選。
7. 花蓮縣選舉區傅崐萁（國親聯盟/ 中國國民黨→無黨籍）因於2009年花蓮縣縣長選舉當選，於2009年12月20日離職，其選舉區於2010年2月27日依法補選。補選結果由王廷升（ 中國國民黨）當選。
8. 新竹縣選舉區邱鏡淳（ 中國國民黨）因於2009年新竹縣縣長選舉當選，於2009年12月20日離職，其選舉區於2010年2月27日依法補選。選舉結果由曾任立委的彭紹瑾（ 民主進步黨）當選。
9. 桃園縣第三選舉區吳志揚（ 中國國民黨）因於2009年桃園縣縣長選舉當選，於2009年12月20日離職，其選舉區於2010年2月27日依法補選。選舉結果由時任桃園縣議員的黃仁杼（ 民主進步黨）當選。
10. 臺南市第二選舉區賴清德（ 民主進步黨）因於2010年臺南市市長選舉當選，於2010年12月25日離職，其選舉區（因臺南市已與臺南縣合併改制直轄市而調整為臺南市第四選舉區）於2011年3月5日依法補選。選舉結果由曾任臺南市市長的許添財（ 民主進步黨）當選。
11. 高雄縣第三選舉區陳啟昱（ 民主進步黨）因轉任高雄市副市長，於2010年12月25日離職，其選舉區（因高雄縣已與原直轄市高雄市合併改制為一新直轄市而調整為高雄市第四選舉區）於2011年3月5日依法補選。選舉結果由曾任青年輔導委員會主任委員的林岱樺（ 民主進步黨）當選。
12. 臺中市第八選舉區（臺中縣與原臺中市合併改制為直轄市前之臺中縣第四選舉區）徐中雄（ 中國國民黨）因轉任臺中市副市長，於2011年2月21日離職，惟因其所遺任期不足一年，故本席次將維持缺額。
13. 彰化縣第一選舉區陳秀卿（ 中國國民黨），因於2011年4月22日逝世而離職，惟因其所遺任期不足一年，故本席次將維持缺額。
14. 臺中市第七選舉區（臺中縣與原臺中市合併改制為直轄市前之臺中縣第三選舉區）簡肇棟（ 民主進步黨）因涉嫌過失致死、肇事逃逸，於2011年9月13日離職，惟因其所遺任期不足一年，故本席次將維持缺額。
15. 苗栗縣第一選舉區康世儒（無黨籍）因於2012年竹南鎮鎮長補選當選，於2012年1月20日離職，惟因其所遺任期不足一年，故本席次將維持缺額。

## 涉司法案件
1. 臺北縣第三選舉區余天（ 民主進步黨）遭對手朱俊曉提出當選無效訴訟。
2. 嘉義縣第一選舉區翁重鈞（ 中國國民黨）遭對手蔡啟芳提出當選無效訴訟，惟遭嘉義地方法院駁回，蔡不服遂提起上訴，台南高分院於2009年5月14日駁回上訴，全案定讞（依選舉罷免法規定，選舉訴訟以二審終結）。[11]
3. 金門縣選舉區陳福海（無黨籍）因涉賄選遭起訴，並分別遭金門地檢署及其競選對手吳成典提起當選無效之訴，惟遭金門地方法院駁回，原告不服遂提起上訴，金門高分院於2009年1月19日駁回上訴，全案定讞。[12]

## 外部連結
- 立法院 （页面存档备份，存于）